# Агджабеді
Агджабеді (азерб.: Ağcabədi) — місто в Азербайджані, адміністративний центр Агджабединського району. Розташований на Кура-Араксинській низині, у 45 км на схід від залізничної станції Агдам. Назва у перекладі з азербайджанської означає «велике житло».

## Історія
Колись тут було велике місто, яке згодом занепало. Знову статус міста Агджабеди отримав лише у 1930 році. Це красиве азербайджанське місто, яке розташовано на березі річки Гаргар. На одному березі знаходиться Миль, на іншому — Карабах.
У 2009 році в Агджабеді проводили археологічні розкопки, які виявили, що поселення людей існували тут ще в часи бронзової доби. Вчені знайшли вулицю довжиною в 15 метрі з міськими стінами, будинками та іншими спорудами.
Статус міста отримав 1962 року, до того був селищем.

## Пам'ятки
Мечеть та пам'ятник жертвам Другої Світової війни.
Місто забудоване традиційними азербайджанськими будинками, які розташовані серед зелених садків.

## Економіка
Сільське господарство, маслосирзавод, авторемонтний завод.

## Населення
Станом на 2008 рік населення міста складає 37 503 осіб (у 1989 році — 25 000)

## Видатні особистості
У місті народилися:
- Узеїр Гаджибеков — азербайджанський композитор.[3]